# توربال تامیل
 توربال تامیل(نام علمی: Cethosia nietneri) نام یک گونه از سرده توربالان است.